# Кевін Боніфаці
Кевін Боніфаці (італ. Kevin Bonifazi, нар. 19 травня 1996, Тоффія) — італійський футболіст, захисник «Болоньї». Виступав за молодіжну збірну Італії

## Клубна кар'єра
Народився 19 травня 1996 року в місті Тоффія. Вихованець клубу «Сієна», в академії якого навчався з 15 років, втім після банкрутства клубу у 2014 році Боніфаці перейшов у «Торіно». З 2015 року для отримання ігрової практики здавався в клуби нижчих дивізіонів «Беневенто», «Казертана» та СПАЛ, допомігши останньому виграти Серію Б 2016/17 і вийти до вищого дивізіону.
Повернувшись 2017 року до «Торіно», Боніфаці знову не зміг закріпитись в основі, хоча і дебютував у Серії А 31 березня 2018 року, замінивши Ніколя Н'Кулу в грі проти «Кальярі» (4:0). Зігравши лише 6 ігор в усіх турнірах на сезон, влітку 2018 року Боніфаці знову був відданий в оренду в СПАЛ. Цього разу відіграв за сезон за феррарський клуб 27 матчів в національному чемпіонаті, після чого повернувся до «Торіно».
За півроку у Турині виходив на поле лише у семи іграх, лише три з яких у чемпіонаті, після чого у січні 2020 року утретє прийшов до СПАЛа, цього разу на умовах повноцінного контракту. Сезон 2019/20 команда завершила на останньому місці Серії A і понизлася в класі, після чого СПАЛ вирішив за краще віддати захисника в оренду до «Удінезе», аби він не втрачав практику виступів на найвищому рівні. Протягом сезону 2020/21 був основним гравцем команди з Удіне, проте по його завершенні клуб не скористався правом викупу Боніфаці. Натомість у липні 2021 року гравець приєднався до «Болоньї».

## Виступи за збірну
З 2017 року залучався до складу молодіжної збірної Італії, у складі якої поїхав на домашній молодіжний чемпіонат Європи 2019 року.

## Статистика виступів

### Статистика клубних виступів
Станом на 28 серпня 2021 року
| Сезон              | Команда            | Чемпіонат          | Чемпіонат | Чемпіонат | Національний кубок | Національний кубок | Національний кубок | Континентальні кубки | Континентальні кубки | Континентальні кубки | Інші змагання | Інші змагання | Інші змагання | Усього | Усього |
| Сезон              | Команда            | Ліга               | Ігор      | Голів     | Ліга               | Ігор               | Голів              | Ліга                 | Ігор                 | Голів                | Ліга          | Ігор          | Голів         | Ігор   | Голів  |
| ------------------ | ------------------ | ------------------ | --------- | --------- | ------------------ | ------------------ | ------------------ | -------------------- | -------------------- | -------------------- | ------------- | ------------- | ------------- | ------ | ------ |
| 2013–14            | «Сієна»            | B                  | 0         | 0         | КІ                 | 0                  | 0                  | -                    | -                    | -                    | -             | -             | -             | 0      | 0      |
| 2014–15            | «Торіно»           | A                  | 0         | 0         | КІ                 | 0                  | 0                  | -                    | -                    | -                    | -             | -             | -             | 0      | 0      |
| 2015–16            | «Беневенто»        | ЛП                 | 3         | 0         | КІ+КІ-ЛП           | 0+2                | 0                  | -                    | -                    | -                    | -             | -             | -             | 5      | 0      |
| 2015–16            | «Казертана»        | ЛП                 | 8         | 1         | КІ+КІ-ЛП           | 0+0                | 0                  | -                    | -                    | -                    | -             | -             | -             | 8      | 1      |
| 2016–17            | СПАЛ               | B                  | 20        | 3         | КІ                 | 0                  | 0                  | -                    | -                    | -                    | -             | -             | -             | 20     | 3      |
| 2017–18            | «Торіно»           | A                  | 6         | 0         | КІ                 | 1                  | 0                  | -                    | -                    | -                    | -             | -             | -             | 7      | 0      |
| Усього за «Торіно» | Усього за «Торіно» | Усього за «Торіно» | 6         | 0         |                    | 1                  | 0                  |                      | -                    | -                    |               | -             | -             | 7      | 0      |
| 2018–19            | СПАЛ               | A                  | 27        | 2         | КІ                 | 1                  | 0                  | -                    | -                    | -                    | -             | -             | -             | 28     | 2      |
| 2019-січ. 2020     | «Торіно»           | A                  | 3         | 1         | КІ                 | 1                  | 0                  | ЛЄ                   | 3                    | 1                    | -             | -             | -             | 7      | 2      |
| Усього за «Торіно» | Усього за «Торіно» | Усього за «Торіно» | 9         | 1         |                    | 2                  | 0                  |                      | 3                    | 1                    |               | -             | -             | 14     | 2      |
| січ.-черв. 2020    | СПАЛ               | A                  | 14        | 1         | КІ                 | 0                  | 0                  | -                    | -                    | -                    | -             | -             | -             | 14     | 1      |
| Усього за СПАЛ     | Усього за СПАЛ     | Усього за СПАЛ     | 61        | 6         |                    | 1                  | 0                  |                      | -                    | -                    |               | -             | -             | 62     | 6      |
| 2020–21            | «Удінезе»          | A                  | 30        | 0         | КІ                 | 2                  | 0                  | -                    | -                    | -                    | -             | -             | -             | 32     | 0      |
| 2021–22            | «Болонья»          | A                  | 2         | 0         | КІ                 | 1                  | 0                  | -                    | -                    | -                    | -             | -             | -             | 3      | 0      |
| Усього за кар'єру  | Усього за кар'єру  | Усього за кар'єру  | 113       | 8         |                    | 8                  | 0                  |                      | 3                    | 1                    |               | -             | -             | 124    | 9      |